# 嘉平縣
嘉平縣（越南语：／）是越南北宁省下辖的一个县。面积107.5平方公里，2009年人口103100人。

## 地理
嘉平县北接桂武市社，南接良才县，西接顺成市社，东接海阳省至灵市。

## 历史
1999年8月9日，嘉良县重新分设为嘉平县和良才县。
2002年4月8日，春来社、大拜社和东究社析置嘉平市镇。
2024年10月24日，越南国会常务委员会通过决议，自2024年12月1日起，仁胜社改制为仁胜市镇。

## 行政区划
嘉平县下辖2市镇12社，县莅嘉平市镇。
- 嘉平市镇（Thị trấn Gia Bình）
- 仁胜市镇（Thị trấn Nhân Thắng）
- 平阳社（Xã Bình Dương）
- 高德社（Xã Cao Đức）
- 大拜社（Xã Đại Bái）
- 大来社（Xã Đại Lai）
- 东究社（Xã Đông Cứu）
- 江山社（Xã Giang Sơn）
- 朗吟社（Xã Lãng Ngâm）
- 琼富社（Xã Quỳnh Phú）
- 双江社（Xã Song Giang）
- 太保社（Xã Thái Bảo）
- 万宁社（Xã Vạn Ninh）
- 春来社（Xã Xuân Lai）